# Partecipanti al Giro di Danimarca 2023
Elenco dei partecipanti al Giro di Danimarca 2023.
Il Giro di Danimarca 2023 è stato la trentaduesima edizione della corsa. Alla competizione presero parte 20 squadre: 5 con licenza UCI World Tour 2023, 9 UCI ProTeam, 5 UCI Continental Team e 1 selezione nazionale.
Partenza con 138 ciclisti accreditati.

## Corridori per squadra
Nota: R ritirato, NP non partito, FT fuori tempo, SQ squalificato
| Lidl-Trek                   | Lidl-Trek                   | Lidl-Trek                   | Alpecin-Deceuninck       | Alpecin-Deceuninck       | Alpecin-Deceuninck       | EF Education-EasyPost             | EF Education-EasyPost             | EF Education-EasyPost             |
| --------------------------- | --------------------------- | --------------------------- | ------------------------ | ------------------------ | ------------------------ | --------------------------------- | --------------------------------- | --------------------------------- |
| N°                          | Ciclista                    | Clas.                       | N°                       | Ciclista                 | Clas.                    | N°                                | Ciclista                          | Clas.                             |
| 1                           | Julien Bernard              | R 3ª                        | 11                       | Søren Kragh Andersen     | 29°                      | 21                                | James Shaw                        | NP5ª                              |
| 2                           | Daan Hoole                  | 84°                         | 12                       | Ramon Sinkeldam          | 61°                      | 22                                | Magnus Cort Nielsen               | 3°                                |
| 3                           | Jacopo Mosca                | 51°                         | 13                       | Nicola Conci             | 11°                      | 23                                | Stefan de Bod                     | 13°                               |
| 4                           | Mads Pedersen               | 1°                          | 14                       | Oscar Riesebeek          | 50°                      | 24                                | Mikkel Honoré                     | 34°                               |
| 5                           | Mattias Skjelmose           | 2°                          | 15                       | Jensen Plowright         | 80°                      | 25                                | Jonas Rutsch                      | 47°                               |
| 6                           | Toms Skujiņš                | 9°                          | 16                       | Kristian Sbaragli        | 20°                      | 26                                | Tom Scully                        | 90°                               |
| 7                           | Martin Pedersen             | 122°                        | 17                       | F. Van Den Bossche       | 40°                      | 27                                | Michael Valgren                   | 35°                               |
| Soudal Quick-Step           | Soudal Quick-Step           | Soudal Quick-Step           | Team DSM-Firmenich       | Team DSM-Firmenich       | Team DSM-Firmenich       | Uno-X Pro Cycling Team            | Uno-X Pro Cycling Team            | Uno-X Pro Cycling Team            |
| N°                          | Ciclista                    | Clas.                       | N°                       | Ciclista                 | Clas.                    | N°                                | Ciclista                          | Clas.                             |
| 31                          | Josef Černý                 | 100°                        | 41                       | Tobias Lund Andresen     | 52°                      | 51                                | Louis Bendixen                    | 86°                               |
| 32                          | Fabio Jakobsen              | 57°                         | 42                       | Marco Brenner            | 41°                      | 52                                | Alfred Grenaae                    | 112°                              |
| 33                          | Michael Mørkøv              | 55°                         | 44                       | Tim Naberman             | NP5ª                     | 53                                | William Blume Levy                | 85°                               |
| 34                          | Casper Pedersen             | 26°                         | 45                       | Florian Stork            | 32°                      | 54                                | Anthon Charmig                    | 36°                               |
| 35                          | Tim Declercq                | NP5ª                        | 46                       | Martijn Tusveld          | 83°                      | 55                                | Lasse Norman Leth                 | 87°                               |
| 36                          | Martin Svrček               | 48°                         | 47                       | Enzo Leijnse             | 101°                     | 56                                | Niklas Larsen                     | 30°                               |
| 37                          | Mauri Vansevenant           | R 1ª                        |                          |                          |                          | 57                                | Søren Wærenskjold                 | 4°                                |
| Lotto Dstny                 | Lotto Dstny                 | Lotto Dstny                 | Tudor Pro Cycling Team   | Tudor Pro Cycling Team   | Tudor Pro Cycling Team   | Green Project-BardianiCSF-Faizanè | Green Project-BardianiCSF-Faizanè | Green Project-BardianiCSF-Faizanè |
| N°                          | Ciclista                    | Clas.                       | N°                       | Ciclista                 | Clas.                    | N°                                | Ciclista                          | Clas.                             |
| 61                          | Sébastien Grignard          | 42°                         | 71                       | Seb. Kolze Changizi      | 45°                      | 81                                | Luca Colnaghi                     | 43°                               |
| 62                          | Joshua Giddings             | 102°                        | 72                       | Jacob Eriksson           | 39°                      | 82                                | Riccardo Lucca                    | 77°                               |
| 63                          | Harry Sweeny                | 49°                         | 73                       | Lucas Eriksson           | 25°                      | 83                                | Filippo Magli                     | 27°                               |
| 64                          | Jarne Van de Paar           | R 2ª                        | 74                       | Alexander Kamp           | 6°                       | 84                                | Alessio Nieri                     | 93°                               |
| 65                          | Brent Van Moer              | 7°                          | 75                       | Simon Pellaud            | 37°                      | 85                                | Luca Paletti                      | 71°                               |
| 66                          | Florian Vermeersch          | 5°                          | 76                       | Luc Wirtgen              | 88°                      | 86                                | Luca Rastelli                     | 65°                               |
| 67                          | Axel De Lie                 | 116°                        | 77                       | Aivaras Mikutis          | 106°                     | 87                                | AleX Santaromita                  | 59°                               |
| Bolton Equities Black Spoke | Bolton Equities Black Spoke | Bolton Equities Black Spoke | Q36.5 Pro Cycling Team   | Q36.5 Pro Cycling Team   | Q36.5 Pro Cycling Team   | Human Powered Health              | Human Powered Health              | Human Powered Health              |
| N°                          | Ciclista                    | Clas.                       | N°                       | Ciclista                 | Clas.                    | N°                                | Ciclista                          | Clas.                             |
| 91                          | Logan Currie                | 14°                         | 101                      | Jack Bauer               | 58°                      | 111                               | Stanisław Aniołkowski             | 98°                               |
| 92                          | James Fouché                | 70°                         | 102                      | Tom Devriendt            | R 2ª                     | 112                               | Alan Banaszek                     | 104°                              |
| 93                          | Aaron Gate                  | R 3ª                        | 103                      | Tobias Ludvigsson        | 76°                      | 113                               | Stephen Bassett                   | 54°                               |
| 94                          | Ollie Jones                 | NP5ª                        | 104                      | Matteo Moschetti         | 64°                      | 114                               | Charles-É. Chrétien               | 38°                               |
| 95                          | Luke Mudgway                | 81°                         | 105                      | Nicolò Parisini          | 92°                      | 115                               | Chad Haga                         | NP2ª                              |
| 96                          | James Oram                  | 73°                         | 106                      | Szymon Sajnok            | 53°                      | 116                               | Wessel Krul                       | 109°                              |
| 97                          | Mark Stewart                | 56°                         | 107                      | Nickolas Zukowsky        | 21°                      | 117                               | Barnabás Peák                     | 110°                              |
| Team Flanders-Baloise       | Team Flanders-Baloise       | Team Flanders-Baloise       | Team Novo Nordisk        | Team Novo Nordisk        | Team Novo Nordisk        | HRE Mazowsze Serce Polski         | HRE Mazowsze Serce Polski         | HRE Mazowsze Serce Polski         |
| N°                          | Ciclista                    | Clas.                       | N°                       | Ciclista                 | Clas.                    | N°                                | Ciclista                          | Clas.                             |
| 121                         | Ruben Apers                 | 19°                         | 131                      | Andrea Peron             | 66°                      | 141                               | J. Aaskov Pallesen                | 62°                               |
| 122                         | Jenno Berckmoes             | 31°                         | 132                      | Matyáš Kopecký           | 28°                      | 142                               | Norbert Banaszek                  | 95°                               |
| 123                         | Vito Braet                  | 18°                         | 133                      | Péter Kusztor            | 114°                     | 143                               | Marcin Budziński                  | 16°                               |
| 124                         | Gilles De Wilde             | NP2ª                        | 134                      | Filippo Ridolfo          | 60°                      | 144                               | Tomasz Budziński                  | 24°                               |
| 125                         | Tuur Dens                   | 94°                         | 135                      | Hamish Beadle            | 113°                     | 145                               | Adrian Banaszek                   | 123°                              |
| 127                         | Jules Hesters               | 115°                        | 136                      | Quinten De Graeve        | 111°                     | 146                               | Jakub Kaczmarek                   | 22°                               |
|                             |                             |                             | 137                      | Declan Irvine            | 96°                      | 147                               | Tobiasz Pawlak                    | 117°                              |
| ColoQuick                   | ColoQuick                   | ColoQuick                   | Leopard TOGT Pro Cycling | Leopard TOGT Pro Cycling | Leopard TOGT Pro Cycling | Restaurant Suri-Carl Ras          | Restaurant Suri-Carl Ras          | Restaurant Suri-Carl Ras          |
| N°                          | Ciclista                    | Clas.                       | N°                       | Ciclista                 | Clas.                    | N°                                | Ciclista                          | Clas.                             |
| 151                         | Nicklas Amdi Pedersen       | 69°                         | 161                      | Mathias Bregnhøj         | 8°                       | 171                               | Magnus Bak Klaris                 | 10°                               |
| 152                         | Emil Toudal                 | 108°                        | 162                      | Andreas Stokbro          | 12°                      | 172                               | Rasmus Bøgh Wallin                | 89°                               |
| 153                         | Tobias Svarre               | 17°                         | 163                      | Mads Østergaard          | 97°                      | 173                               | Daniel Stampe                     | 68°                               |
| 154                         | Henrik Pedersen             | 67°                         | 164                      | Emil Vinjebo             | 44°                      | 174                               | Jakob Egholm                      | 105°                              |
| 155                         | Frederik Muff               | 119°                        | 165                      | Robin Juel Skivild       | 33°                      | 175                               | Mathias Larsen                    | 121°                              |
| 156                         | imon Bak                    | 15°                         | 166                      | Miguel Heidemann         | 72°                      | 176                               | Oscar Bluhm                       | 107°                              |
| 157                         | Sebastian Nielsen           | 74°                         | 167                      | Tobias Hansen            | R 4ª                     | 177                               | Kristian Egholm                   | R 3ª                              |
| BHS-PL Beton Bornholm       | BHS-PL Beton Bornholm       | BHS-PL Beton Bornholm       | Selezione danese         | Selezione danese         | Selezione danese         |                                   |                                   |                                   |
| N°                          | Ciclista                    | Clas.                       | N°                       | Ciclista                 | Clas.                    |                                   |                                   |                                   |
| 181                         | Martin Toft Madsen          | 118°                        | 191                      | Julius Johansen          | 46°                      |                                   |                                   |                                   |
| 182                         | Frederik Irgens             | 63°                         | 192                      | Alexander Salby          | 75°                      |                                   |                                   |                                   |
| 183                         | Nikolaj Mengel              | 78°                         | 193                      | Kasper Asgreen           | 23°                      |                                   |                                   |                                   |
| 184                         | Mads-Emil Hougaard          | 82°                         | 194                      | Rasmus S. Pedersen       | 120°                     |                                   |                                   |                                   |
| 185                         | Seb. Ryttersgaard           | R 1ª                        | 195                      | Jacob Schebye            | 99°                      |                                   |                                   |                                   |
| 186                         | Boas Lysgaard               | 103°                        | 196                      | Kevin Biehl              | 79°                      |                                   |                                   |                                   |
| 187                         | Emil Schandorff Iwersen     | 91°                         | 197                      | Aksel Bech Skot-Hansen   | R 1ª                     |                                   |                                   |                                   |